# Бой при Ла-Карбонере (1866)
Бой при Ла-Карбонере (исп. Batalla de la Carbonera) произошёл 18 октября 1866 года во время Второй французской интервенции в Мексику в окрестностях Сан-Франциско-Теликстлауака, в штате Оахака, в месте, которое называется Ла-Карбонера, между частями мексиканской республиканской армии под командованием генерала Порфирио Диаса и войсками Мексиканской империи.
Одержав победу над французскими войсками в бою при Мьяуатлане, республиканский генерал Порфирио Диас осадил город Оахака, который защищал имперский генерал Карлос Оронос. Осада длилась одиннадцать дней, когда Диас узнал, что на помощь осажденным из Уахуапан-де-Леона идет колонна подкрепления численностью 800 человек, состоящая из мексиканских, французских и австрийских солдат.
16 октября генерал Диас снял осаду Оахаки и двинулся на борьбу с имперской армией. На следующий день он получил подкрепление бригады генерала Луиса Переса Фигероа,
прибывшей из Сан-Хуан-дель-Эстадо. Затем армия Диаса двинулась на северо-восток, достигнув района у холма, известного как Ла-Карбонера. Генерал расположил свои войска на позиции и стал дожидаться противника.
Два противника вступили в контакт около полудня 18 октября. Несмотря на численное превосходство республиканцев, имперцы, построившись на ближайшем холме, атаковали двумя колоннами. Атака была отбита, республиканцы обошли с фланга и в течение часа разгромили противника, остатки которого отступили на Акатлан.
Республиканские потери составили 78 убитых и 153 раненых. В этом бою Диас взял в плен 400 австрийцев. Также республиканские войска захватили важные для них трофеи: 1000 винтовок, 4 орудия и более 40 мулов, нагруженных боеприпасами.
Перевооружив своих солдат, Диас 19 октября вернулся к Оахаке. У индейца-посыльного была изъята записка, адресованная генералу Ороносу имперским полковником Трухеке, который сообщал ему, что помочь осажденному гарнизону невозможно. Сам Порфирио Диас отправил её Ороносу, который, доведенный до крайности, 30 октября скончался. Оахака капитулировала, и её гарнизон был взят в плен.